# ФК Ред Бул Залцбург
ФК Ред Бул Залцбург (на немски: FC Red Bull Salzburg) е футболен клуб от град Валс-Зиценхайм, предградие на Залцбург, Австрия.
Играе в Австрийската Бундеслига – най-високото ниво на футбол в Австрия. Стадионът на клуба е Ред Бул Арена с капацитет 31 000 зрители. Цветовете на са били виолетово и бяло при основаването, но от 2005 г. отборът е закупен от компанията „Ред Бул“ и играе с червено-бели екипи като домакини и тъмно сини екипи като гости. В европейските клубни турнири участва с променена емблема и името ФК Залцбург, заради правилника на УЕФА.

## История
Преди Ред Бул
ФК Ред Бул Залцбург е основан на 13 септември 1933 година под името ШФ Аустрия Залцбург, след сливане на двата градски отбора Херта и Рапид. През 1950 година клубът е закрит, но по-късно същата година е открит отново. Достига висшата лига на Австрия през 1953 и завършва 9-и от 14 отбора през първия си сезон, избягвайки изпадането с 5 точки. Роденият във Виена Ерих Пробст е първият национал на отбора достигайки 19 мача за Австрия на 27 март 1960.
Залцбург завършва като вицешампион за първи път през 1970 – 1971 с 43 точки, с една по-малко от Вакер Инсбрук Първият европейски мач на отбора е в Купата на УЕФА през 1971 – 1972 и губи с 5:4 от румънския УТА, въпреки победа у дома с 3:1 в реванша. През 1974 за първи път достигат финал на Купата на Австрия и губят като гост с 2:1 от Аустрия Виена преди равенството 1:1 като домакин.
През 1978 официално клубът е преименуван на ШФ Казино Залцбург и през 1997 на ШФ Вюстенрот Залцбург, поради сделка с Австрийската корпорация за финансови услуги. Тимът често е свързван с името Аустрия Залцбург. По време на името Казино Залцбург те достигат първия и последен европейски финал през 1994 в турнира на Купата на УЕФА и губят двата мача с 1:0 от италианския Интер Милан. Същия сезон печелят за първи път Бундеслигата финишарайки над Аустрия Виена. Титлата е защитена следващата година като изпреварват Щурм Грац голова разлика.
Дебютният им сезон в Шампионската лига е през 1995 година. В група попадат с настоящия шампион и бъдещ финалист Милан и бъдещия шампион Аякс, както и гръцкия АЕК Атина. Въпреки равенства в двата мача с Аякс, Залцбург печелят с 3:1 в Атина и завършват на 3-то място в групата.
Клубът се мести на настоящия си стадион през 2003 година.

## Трофеи
Австрийска Бундеслига
- Шампион (16): (1993 – 1994*, 1994 – 1995*, 1996 – 1997*, 2006 – 2007, 2008 – 2009, 2009 – 2010, 2011 – 2012, 2013 – 2014, 2014 – 2015, 2015 – 2016, 2016 – 2017, 2017 – 2018, 2018 – 2019, 2019 - 2020, 2020/21, 2021 – 22, 2022 – 23)
- Вицешампион (5): (2005 – 2006, 2007 – 2008, 2010 – 2011, 2012 – 2013, 2023 - 2024)
- Бронзов медал (1): 2002 - 2003

Купа на Австрия
- Носител (7): (2011 – 2012, 2013 – 2014, 2014 – 2015, 2015 – 2016, 2016 – 2017, 2019 - 2020, 2020 - 2021)
- Финалист (5): (1973 – 1974*, 1979 – 1980*, 1980 – 1981*, 1999 – 2000*, 2017 – 2018)

Суперкупа на Австрия
- Носител (3): (1994*, 1995*, 1997*)

Лига Европа
- Финалист (1): (1994*)

- Под името Аустрия Залцбург